# Baza Sokołowska
Baza Sokołowska – opowiadanie Marka Hłaski opublikowane początkowo w odcinkach w dzienniku „Sztandar Młodych” i Almanachu Literackim w 1954 a następnie w 1956 roku w zbiorze Pierwszy krok w chmurach. Bohaterami utworu są pracownicy firmy transportowej ulokowanej przy tytułowej ulicy Sokołowskiej.
Jest to debiut pisarski autora. Utwór jest produkcyjniakiem, pokazuje robotników przy ciężkiej pracy, którzy czerpią radość z odbudowy kraju.

## Okoliczności powstania utworu
W 1951 roku Hłasko przeprowadził się z matką do Warszawy, gdzie pracował jako kierowca najpierw w Bazie Sprzętu Zjednoczenia Budownictwa Miejskiego, a potem w Metrobudowie. W 1952 roku w ramach swojej pracy został korespondentem „Trybuny Ludu” i jednocześnie po godzinach podejmował pierwsze próby pisarskie. Nawiązał także listowny kontakt ze Związkiem Literatów Polskich i działającym w tej organizacji Igorem Newerlym, pełniącym rolę opiekuna młodych. Pod koniec roku zdecydował się przedstawić fragmenty swojej powieści Bohdanowi Czeszce. Ten odpowiedział listem datowanym na 3 grudnia tego samego roku, w którym w pozytywnym tonie omówił nadesłane próby literackie, zasugerował czytanie innych książek i używanie wulgaryzmów tam, gdzie autor czuje że są potrzebne. Dodatkowo zachęcił do pisania prostych opowiadań zamiast powieści, proponując wykorzystanie sceny szofera na szosie i zbudowania historii na tej postaci. Za namową mentora Hłasko postanowił więc wyodrębnić i przeredagować fragment, który ostatecznie nazwał Bazą Sokołowską. W tym czasie wydzielił także inną historię, którą zatytułował Sonata marymoncka, jednak wydano ją dopiero w 1981 roku, już po śmierci autora.
Dokładna data zakończenia prac nie jest znana. W tomie Pierwszy krok w chmurach utwór datowany jest na 1951 rok, jednak z listów pisarza do matki wynika, że w rzeczywistości pracę nad nim Hłasko zakończył 14 maja 1954 roku. W grudniu 1953 roku Hłasko podpisał umowę z wydawnictwem Iskry na wydanie opowiadania w Almanachu Literackim. Po kilku dniach dostał połowę honorarium wynoszącą 1380 zł, co stanowiło pierwsze pieniądze zarobione za wykorzystanie utworu. Opowiadanie zostało opublikowane w maju w Almanachu Literackim, a także w „Sztandarze Młodych” w odcinkach 84–96 i 98 w 1954 roku. Zostało również włączone do debiutanckiego tomu Pierwszy krok w chmurach opublikowanego w maju 1956 roku.
Sam autor w swojej quasi-autobiografii Piękni dwudziestoletni wspomina, że w tym czasie tłumaczył rosyjskojęzyczną powieść Kierowcy Rybakowa i w tej formie jako Baza Sokołowska zaniósł ją do Związku Literatów. Podobnie jak inne wydarzenia opisane w książce, ocenia się je jako przerysowane i wyolbrzymione.

## Fabuła

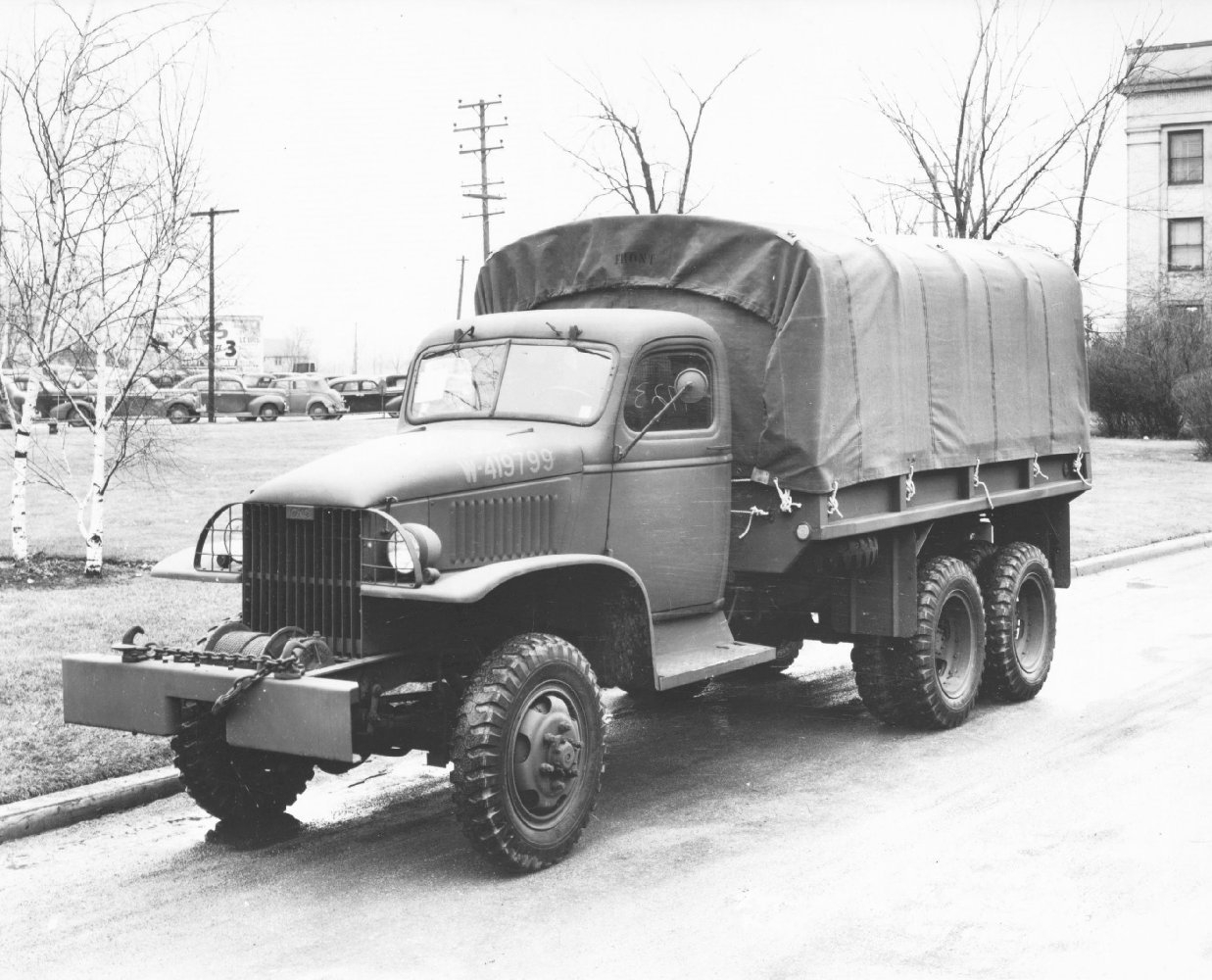
GMC CCKW „dżems”

Pod koniec lat 40. XX wieku na ulicy Sokołowskiej w Warszawie znajduje się baza firmy transportowej, której kierownikiem technicznym jest Rustecki. Każdego dnia pracownicy naprawiają zepsute ciężarówki i dowożą na nich towar. Do załogi dołącza młody Michał Kosewski, który szybko staje się celem kpin innych osób i zdobywa przezwisko Student. Z okazji zjednoczenia partii robotniczych, pracownicy zostają zaproszeni do hali. Uczestnicy po kolei zobowiązują się do osiągnięcia celów takich jak przepracowanie wielu godzin czy przejechanie dużej ilości kilometrów bez konieczności naprawy.
Latem firma dostaje zlecenie wysłania wozów pod Wrocław. Sześciu kierowców wyjeżdża o poranku. Ostatnim w konwoju jest Kosewski za kierownicą zachowanego w dobrym stanie „dżemsa”. W trakcie podróży jego samochód psuje się, co reszta osób zauważa dopiero po chwili. Naradzając się co zrobić, kierowcy denerwują się i wątpią, żeby sam naprawił pojazd. Po pewnym czasie zjawia się Kosewski i opowiada o udanej naprawie pompy. Grupa dojeżdża do sołtysa wsi, gdzie zostają na noc. Przed snem Student rozmawia z innym kierowcą Stefanem Kamińskim, narzeka na ciężkie warunki pracy i złe traktowanie przez innych pracowników. Ten pociesza go i tłumaczy, aby był twardy i nie poddawał się.
Nadeszła zima. Pewnego dnia trzeba wysłać kogoś na długi, samotny kurs do Dzierżoniowa. Transport zostaje przypisany Kosewskiemu. W drodze powrotnej kierowca słyszy hałas dobiegający z wnętrza silnika. Nie chcąc go bardziej uszkodzić zatrzymuje pojazd. Po sprawdzeniu stwierdza, że nie może go naprawić i poczeka w środku do rana. Po kilku godzinach decyduje się naprawić zepsutą panewkę samemu. Zmęczony i spóźniony wraca do bazy o siódmej rano, gdzie Rustecki będąc pod wrażeniem jego postawy, klepie go po plecach.

## Opinie krytyków
W maju 1954 roku Baza Sokołowska została opublikowana w Almanachu Literackim, wydanym przez Iskry w nakładzie 100 tysięcy egzemplarzy, będąc najdłuższym utworem zawartym w tym zbiorze. Dwa lata później utwór wszedł w skład zbioru Pierwszy krok w chmurach pod patronatem wydawnictwa Czytelnik wydanym w nakładzie 10 000 egzemplarzy. Igor Newerly, opiekun autora określił opowiadanie jako jedno z najlepszych jakie udało się im otrzymać.
Filolog Joanna Pyszny pisze, że utwór stanowiący powieść produkcyjną skonstruowany został zgodnie z zasadami socrealizmu – bohaterowie identyfikują się z wykonywaną przez siebie pracą, stanowią nie jednostki, a część kolektywu, sekretarz partii pełni rolę opiekuna i przewodnika, komunizm pomaga zwalczyć słabości bohatera, a całość kończy się optymistycznie. Zdaniem Katarzyny Mulet główny bohater opowiadania to „homo instrumentalis – wyidealizowany robotnik albo partyjny działacz, który w swoich poglądach i zachowaniach niezmiennie wspiera idee komunistyczne. Bohater ten nie istnieje inaczej, jak tylko na tle zgranego
kolektywu podobnych do siebie towarzyszy pracy”. Ich nadrzędnym celem jest praca na rzecz Polski Ludowej.
Katarzyna Mulet w swoim artykule „Proza Marka Hłaski pomiędzy marksizmem a egzystencjalizmem” ocenia opowiadanie jako zaangażowane ideologicznie, pokazujące poglądy młodego pisarza. Jej zdaniem „Hłasko za pomocą postawy Kosewskiego manifestuje kult pracy opartej na połączeniu umiejętności i siły, a jednocześnie określa najwyższy przedmiot pożądania każdego kierowcy, jakim jest jego fachowość.” Mulet porównała Bazę do późniejszego opowiadania autora Następny do raju. W obu utworach, akcja ma miejsce w bazie transportowej, jednak tak jak pierwsze spełnia funkcję propagandową, tak drugie przedstawia władzę w negatywnym świetle i opisuje wady poszczególnych bohaterów.
Krytyk literacki Leszek Żuliński ocenia, że socrealistyczny charakter dzieła, w tym fragmenty agitacyjne, wpłynęły na to, iż autor „niezbyt to opowiadanie lubił i w późniejszych latach wolał o nim milczeć”. W posłowiu opowiadania Następny do raju (1957) sam autor wspomina Bazę i określa ją jako „hańbę swojego życia”. Zdaniem krytyków literackich oba dzieła są autobiograficzne, opowiadają tę samą historię na dwa różne sposoby w zależności od obowiązujących ówcześnie prądów literackich.